# Spencer Ewart
Sir John Spencer Ewart of Craigcleuch, KCB (* 22. März 1861; † 19. September 1930) war ein britischer Offizier der British Army, der unter anderem als Generalleutnant zwischen 1910 und 1914 Generaladjutant des Heeres (Adjutant-General to the Forces) sowie von 1914 bis 1918 Oberkommandierender des Schottland-Kommandos war.

## Leben

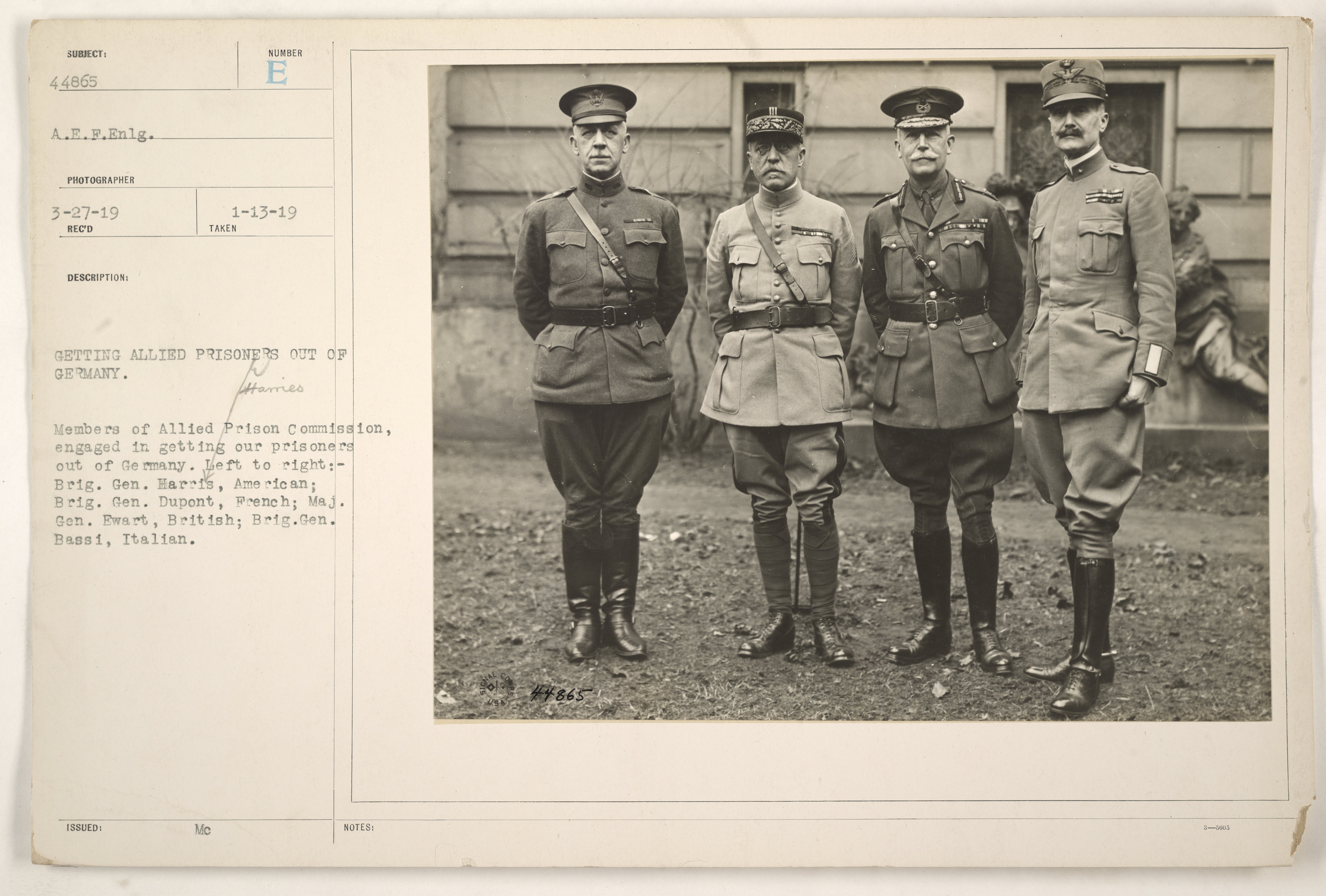
General Spencer Ewart (dritter von links) als Mitglied der Alliierten Kriegsgefangenenkommission (1919).

John Spencer Ewart of Craigcleuch stammte aus einer Familie von Offizieren und Diplomaten. Sein Vater war General John Alexander Ewart, der am Krimkrieg sowie der Belagerung von Lucknow teilnahm, und seine Mutter Frances Stone. Sein jüngerer war Admiral Arthur Wartensieben Ewart. Sein Großvater war Generalleutnant John Frederick Ewart, während zu seinen Urgroßvätern der Diplomat Joseph Ewart und Konteradmiral Charles Brisbane gehörten. Ferner war er ein Neffe von Generalleutnant Charles Brisbane Ewart sowie von Vizeadmiral Charles Joseph Frederic Ewart. Er selbst absolvierte nach dem Besuch des Marlborough College eine Offiziersausbildung am Royal Military College Sandhurst und trat nach deren Beendigung 1881 als Leutnant (Second Lieutenant) in das Linieninfanterieregiment 79th (The Queen’s Own Cameron Highlanders) Regiment of Foot ein.  Er fand daraufhin zahlreiche Verwendungen als Offizier und nahm während des Anglo-Ägyptischen Krieges am 13. September 1882 an der Schlacht von Tel-el-Kebir teil. Nach weiteren Verwendungen als Offizier und Stabsoffizier kam er auch während des Zweiten Burenkrieges (1899 bis 1902) zum Einsatz. Für seine dortigen Verdienste wurde er 1902 Companion des Order of the Bath (CB).
Als Generalmajor (Major-General) löste er im März 1904 Generalmajor Ronald Lane als Militärsekretär im Kriegsministerium (War Office) ab und verblieb in dieser Funktion bis Oktober 1906, woraufhin Generalmajor Arthur Wynne seine Nachfolge antrat. Im Anschluss blieb er im Kriegsministerium und war als Nachfolger von Generalmajor James Grierson von Oktober 1906 bis zu seiner Ablösung durch Generalmajor Henry Hughes Wilson im August 1910 Leiter der Abteilung Militärische Operationen (Director of Military Operations). Als Generalleutnant (Lieutenant-General) löste er im Juli 1910 General Ian Standish Monteith Hamilton als Generaladjutant des Heeres (Adjutant-General to the Forces) ab. Er verblieb auf diesem Posten bis April 1914 und wurde daraufhin von Generalleutnant Henry Sclater abgelöst. Am 19. Juni 1911 wurde er zum Knight Commander des Order of the Bath (KCB) geschlagen, so dass er seither den Namenszusatz „Sir“ führte. Zuletzt wurde er im Mai 1914 Nachfolger von Generalleutnant James Murray Oberkommandierender des Schottland-Kommandos (General Officer Commanding-in-Chief, Scottish Command) und verblieb während des Ersten Weltkrieges bis Mai 1918 auf diesem Posten, woraufhin Generalleutnant Frederick McCracken ihn ablöst. Nach Ende des Ersten Weltkrieges war er Mitglied der Alliierten Kriegsgefangenenkommission.
Aus seiner 1891 geschlossenen Ehe mit Susan Frances Platt ging seine Tochter Marion Frances Ewart hervor.